# سلوى الجسار
سلوى الجسار (20 أكتوبر 1957  -)، سياسية ونائبة سابقة في مجلس الأمة الكويتي.
كانت الدكتورة سلوى الجسار واحدة من أربع نساء تم انتخابهن للجمعية الوطنية الكويتية في الانتخابات التشريعية لعام 2009. وهي رئيس مركز تمكين المرأة وتعمل كمرشحة مستقلة. وقد حصلت الجسار على درجة البكالوريوس في الجغرافيا والاقتصاد من جامعة الكويت عام 1980، ودرجة الماجستير من جامعة ميتشيغان في عام 1987، ودرجة الدكتوراه من جامعة بتسبيرج. و قد عملت سلوى الجسار كأستاذة في جامعة الكويت. سلوى الجسار سبق لها أن كتبت تقريرا عن المرأة في السياسة الكويتية مع برنامج الأمم المتحدة الإنمائي.

## المؤهلات العلمية
- أستاذ مشارك - كلية التربية - جامعة الكويت.
- رئيسة مركز تمكين المرأة – جمعية الشفافية الكويتية.

- دكتوراه في الفلسفة – أبريل 1991 – جامعة بتسبيرج – الولايات المتحدة الأمريكية
- تخصص في مناهج وطـرق التدريس كلية التربية – جامعة الكويت.
- ماجستير في المناهج وطـرق التدريس 1987 – جامعة ميتشيجن - الولايات المتحدة الأمريكية.
- دبلوم في التربية 1983 – كلية التربية – جامعة الكويت .
- ليسانس جغرافيا واقتصاد – كلية الآداب –1980 –جامعة الكويت

## الخبرات الإدارية
- مستشار مكتب الأمم المتحدة الإنمائي بدولة الكويت، 2008 إلى الآن.[6]
- مرشحة مجلس الأمة 2008 عن الدائرة الثانية.
- عضو مجلس إدارة جمعية الشفافية الكويتية، من 2007 حتى تاريخه.«تعديل من مجلس إدارة جمعية الشفافية الكويتية»: عضو مجلس إدارة من سنة 2008إلى 2010 فقط لاغير.kts@transparency-kuwait.org
- مديرة إدارة المناهج والكتب المدرسية، وزارة التربية 93 – 97.
- عضو هيئة تدريس كلية الدراسات العليا جامعة الكويت، 1995- الآن.
- عضو هيئة تدريس – قسم المناهج وطرق التدريس – كلية التربية - جامعة الكويت، 1991 حتى تاريخه.
- معيدة بعثة- قسم المناهج وطرق التدريس – كلية التربية، جامعة الكويت، 1985 – 1991.
- مدرسة في وزارة التربية بدولة الكويت، 1980 – 1985 .

## الخبرات العلمية
المشاركة في العديد من اللجان المحلية و الخارجية كعضو رئيس على مستوى جامعة الكويت – وزارة التربية – الديوان الأميري – وزارة التعليم العالي – الهيئة العامة للبيئة، منها:
- رئيسة المنتدى الوطني للفتيات (تمكين المرأة مطلب حضاري) (مارس 2007).
- رئيسة مشروع المرأة الوطني لتمكين المرأة الكويتية 2005 حتى الآن.
- حاصلة على شهادة اجتياز البرنامج السياسي لتدريب و إعداد المرشحين السياسيين من الجامعة الأمريكية – واشنطن دي (2007).
- متحدث رئيسي في منتدى الاقتصاد العالمي في العالم الإسلامي- ماليزيا، 2007
- متحدث رئيسي في المنتدى الاقتصادي للبنك الإسلامي الكويت -2006.
- متحدث رئيسي في المنتدى العالمي لإعداد المرأة للألفية القادمة، دبي، 2006.
- رئيسة لجنة تقويم مناهج الاجتماعيات في المرحلة الثانوية (2001-2003).
- رئيسة اللجنة الفنية لروضة أحد النموذجية (1994 – 1995)
- رئيسة اللجنة الفنية لروضة أحد النموذجية – كلية التربية جامعة الكويت، 1993 – 1994.
- رئيسـة فريـق متابعـة التوصيـات العامة لمشروع تطوير البيئة التعليمية في المرحلة الابتدائية.
- رئيسة اللجنة الإعلامية للمؤتمر الأول لقسم المناهج (1993).
- رئيسة اللجنة العليا للملتقى الخامس لقطاع المعلمات حول الأدوار الحضارية للمرأة القيادية ديسمبر 2005 وذلك كمحاضر رئيسي في عدد من الدورات التدريبية وورش العمل لقطاع تدريب المعلمين والقياديين و صناع القرار في مؤسسات الدولة والقطاع الخاص.
- عضو في لجنة شؤون المرأة ومجلس الأمة – الكويت.
- متحدث رئيسي في البرنامج التدريبي لإعداد المرأة القيادية – واشنطن دي، 2004
- متحدث رئيسي في المؤتمر الدولي لسيدات الأعمال – برج العرب – دبي.
- الملتقى الدولي لسيدات الأعمال – بريطانيا، 2004.
- اجتياز البرنامج التدريبي لإعداد القيادات النسائية للعمل البرلماني – المعهد الديمقراطي الدولي (2005)

شاركت في انتخابات مجلس الأمة الكويتي 2008 في الدائرة الثانية، وحصلت على المركز الثامن عشر برصيد 2215 وخسرت الانتخابات ، وشاركت في انتخابات مجلس الأمة الكويتي 2009 في الدائرة الثانية، وحصلت على المركز العاشر برصيد 4776 صوت وفازت بالانتخابات.